# 小行星9083
小行星9083（英語：9083 Ramboehm）是一颗围绕太阳公转的小行星。1994年11月28日，卡罗琳·舒梅克、大衞·李維在帕洛马山发现了此天体。
这颗小行星的绝对星等为116.0681372956504等。